# Yunhe, Cangzhou
Yunhe är ett stadsdistrikt i Cangzhou i Hebei-provinsen i norra Kina. Stadsdistriktets namn syftar på Kejsarkanalen, som flyter genom distriktet.